# Sonny Curtis
Sonny Curtis (* 9. Mai 1937 in Meadow, Texas) ist ein amerikanischer Sänger, Gitarrist und Songwriter. Er war Mitglied von The Crickets und schrieb, spielte und sang viele bekannte Lieder, zum Beispiel I Fought the Law, das von vielen Bands gecovert wurde.
Curtis veröffentlichte in den 1960er Jahren drei Studioalben. Vier Auskopplungen stiegen in die Billboard Hot Country Charts, wo Atlanta Georgia Stray 1968 mit Rang 36 die zunächst höchste Platzierung erreichte. Erst in den 1980er Jahren folgten weitere Singlehits in den Countrycharts, darunter auch der insgesamt bestplatzierte Titel Curtis’, Good Ol’ Girls von 1981.
In den frühen 1990er Jahren schrieb er das Titellied zur TV-Sendung Evening Shade. Curtis wurde 1991 in die Nashville Songwriters Hall of Fame aufgenommen, fünf seiner Lieder wurden laut der Verwertungsgesellschaft BMI mehr als eine Million Mal im Radio gespielt. 2012 wurde Curtis als Mitglied der Crickets in die Country Music Hall of Fame aufgenommen.

## Diskografie

### Alben
- 1964: Beatle Hits Flamenco Guitar Style
- 1968: The 1st of Sonny Curtis
- 1969: The Sonny Curtis Style
- 1979: Sonny Curtis
- 1980: Love Is All Around
- 1981: Rollin’
- 1987: Spectrum

### Singles
| Jahr | Titel Album                                       | Höchstplatzierung, Gesamtwochen, AuszeichnungChartsChartplatzierungen (Jahr, Titel, Album, Platzierungen, Wochen, Auszeichnungen, Anmerkungen) | Anmerkungen                                             |
| Jahr | Titel Album                                       | Country | Anmerkungen                                             |
| ---- | ------------------------------------------------- | --- | ------------------------------------------------------- |
| 1966 | My Way of Life The 1st of Sonny Curtis            | Country49 (2 Wo.)Country | Erstveröffentlichung: August 1966 Autor: Sonny Curtis   |
| 1967 | I Wanna Go Bummin’ Around The 1st of Sonny Curtis | Country50 (11 Wo.)Country | Erstveröffentlichung: August 1967 Autor: Sonny Curtis   |
| 1968 | Atlanta Georgia Stray The Sonny Curtis Style      | Country36 (11 Wo.)Country | Erstveröffentlichung: Januar 1968 Autor: Chris Gantry   |
| 1968 | The Straight Life The Sonny Curtis Style          | Country37 (10 Wo.)Country | Erstveröffentlichung: Juni 1968 Autor: Sonny Curtis     |
| 1980 | The Real Buddy Holly Story Love Is All Around     | Country38 (9 Wo.)Country | Erstveröffentlichung: März 1980 Autor: Sonny Curtis     |
| 1980 | Love Is All Around                                | Country29 (10 Wo.)Country | Erstveröffentlichung: Juli 1980 Autor: Sonny Curtis     |
| 1981 | Good Ol’ Girls Rollin’                            | Country15 (16 Wo.)Country | Erstveröffentlichung: April 1981 Autor: Dan Wilson      |
| 1981 | Married Women Rollin’                             | Country33 (10 Wo.)Country | Erstveröffentlichung: August 1981 Autor: Bob McDill     |
| 1986 | Now I’ve Got a Heart of Gold Spectrum             | Country69 (5 Wo.)Country | Erstveröffentlichung: Dezember 1985 Autor: Sonny Curtis |

Weitere Singles
- 1958: Wrong Again (VÖ: April)
- 1958: A Pretty Girl (VÖ: Juli)
- 1960: Red Headed Stranger (VÖ: Mai)
- 1963: Last Song I’m Ever Gonna Sing (Nashville) (VÖ: September)
- 1964: A Beatle I Want to Be (VÖ: Februar)
- 1964: Bo-Diddley Bach (VÖ: Juli)
- 1967: Destiny’s Child (VÖ: Februar)
- 1969: Day Gig (VÖ: Januar)
- 1969: Hung Up in Your Eyes (VÖ: Juni)
- 1970: Love Is All Around (VÖ: 9. November)
- 1971: Unsaintly Judy (VÖ: 13. Mai)
- 1972: Sunny Mornin’ (VÖ: Juni)
- 1973: Rock’n Roll (I Gave You the Best Years of My Life) (VÖ: November)
- 1975: Lovesick Blues (VÖ: Oktober)
- 1976: When It’s Just You and Me (VÖ: Januar)
- 1976: Where’s Patricia Now (VÖ: März)
- 1979: The Cowboy Singer (VÖ: August)
- 1979: Do You Remember Roll over Beethoven (VÖ: November)
- 1980: Fifty Ways to Leave Your Lover (VÖ: September)
- 1981: The Christmas Song (VÖ: Oktober)
- 1982: Together Alone (VÖ: September)
- 1985: I Think I’m in Love
- 1989: Bad Case of Love (EP)
- 1990: I’m No Stranger to the Rain